# Cascada terapèutica
La cascada terapèutica és el procés pel qual els efectes secundaris dels medicaments es diagnostiquen erròniament com a símptomes d'un altre problema, donant lloc a més receptes mèdiques i més efectes secundaris i interaccions medicamentoses imprevistes, que al seu torn poden conduir a més símptomes i més diagnòstics erronis. Aquest és un exemple farmacològic d'una realimentació positiva. Aquestes cascades es poden revertir mitjançant la desprescripció.

## Teoria
Durant els darrers 20 anys, la despesa en medicaments amb recepta ha augmentat dràsticament. Això es pot atribuir a diverses situacions diferents: hi ha l'augment del diagnòstic de malalties cròniques; i l'ús de nombrosos medicaments per part de la població més gran; i un augment de la incidència de l'obesitat ha significat un augment de malalties cròniques com la diabetis i la hipertensió. A mesura que cada malaltia es tracta amb un fàrmac específic, entra en joc un efecte secundari correlacionat de cada fàrmac. Si un metge no reconeix tots els medicaments que està prenent un pacient, una reacció adversa al medicament es pot interpretar erròniament com una nova afecció mèdica. Es recepta un altre medicament per tractar la nova afecció i es produeix un efecte secundari advers al medicament que es torna a diagnosticar erròniament com una nova afecció mèdica. Per tant, el pacient corre el risc de desenvolupar efectes adversos addicionals.
La intervenció mèdica més freqüent que realitza un metge és la recepta. Com que la malaltia crònica augmenta amb l'edat, les persones grans tenen més probabilitats de tenir afeccions que requereixen tractament farmacològic i són més propenses a patir els efectes d'una "cascada de receptes".
Un prescriptor pot fer poc per modificar els canvis fisiològics relacionats amb l'edat quan intenta minimitzar la probabilitat que una persona gran desenvolupi una reacció adversa al medicament. Tanmateix, a l'hora d'avaluar un pacient que ja està prenent medicaments, un metge sempre ha de tenir en compte el desenvolupament de nous signes i símptomes com a possible conseqüència del tractament farmacològic del pacient.